# Ipécaharall
Ipécaharall (Aramides ypecaha) är en fågel i familjen rallar inom ordningen tran- och rallfåglar.

## Utseende
Ipécaharallen är en mycket stor rall. Med en kroppslängd på 41–45 cm, möjligen upp till 53 cm, är den störst bland rallarna i släktet Aramides. Fjäderdräkten är olivgrön ovan, övergående i umbra- eller rostrött mot tydligt kontrasterande grått på huvud och bröst. Flankerna är laxrosa, medan buken är vitaktigt grå. Stjärtfjädrarna och stjärttäckarna är svarta. Ögonen och benen är röda. Näbben är stor och något nedåtböjd, i färgen bjärt senapsgul.

## Levnadssätt
Ipécaharallen hittas i galleriskog och tropiska och subtropiska våtmarker. Olikt många andra rallar ses den ofta helt ute i det öppna, långsamt promenerande i leran.

## Utbredning och systematik
Fågeln förekommer i våtmarker från sydöstra Brasilien till Paraguay, Uruguay och nordöstra Argentina. Den behandlas som monotypisk, det vill säga att den inte delas in i några underarter.

## Status
Arten har ett stort utbredningsområde och beståndet anses vara stabilt. Internationella naturvårdsunionen IUCN listar den därför som livskraftig (LC). Världspopulationen uppskattas till mellan 100 000 och en miljon adulta individer.

## Namn
Ipécaha är ett inhemskt namn på ipécaharall på språket guaraní.

## Bilder

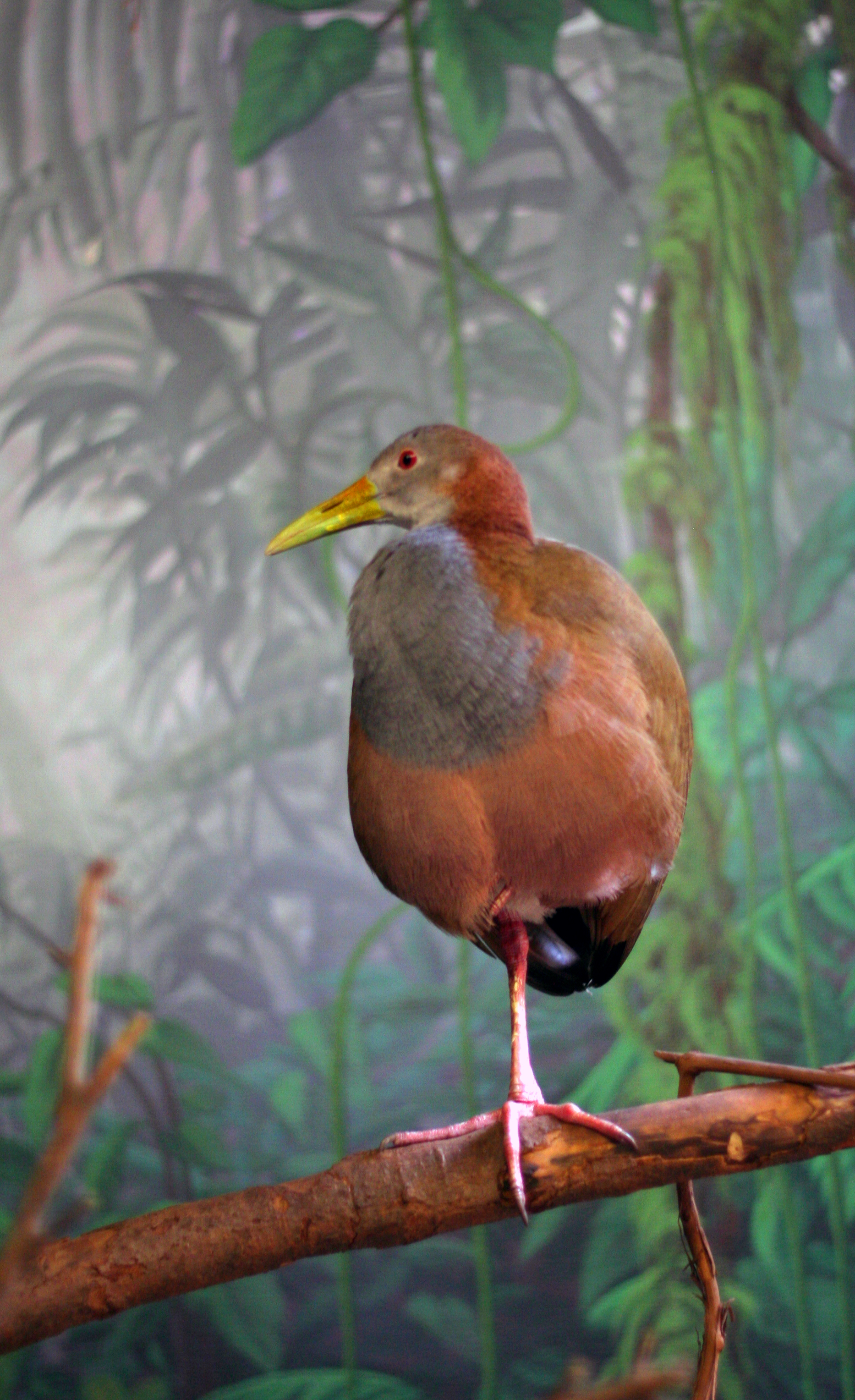
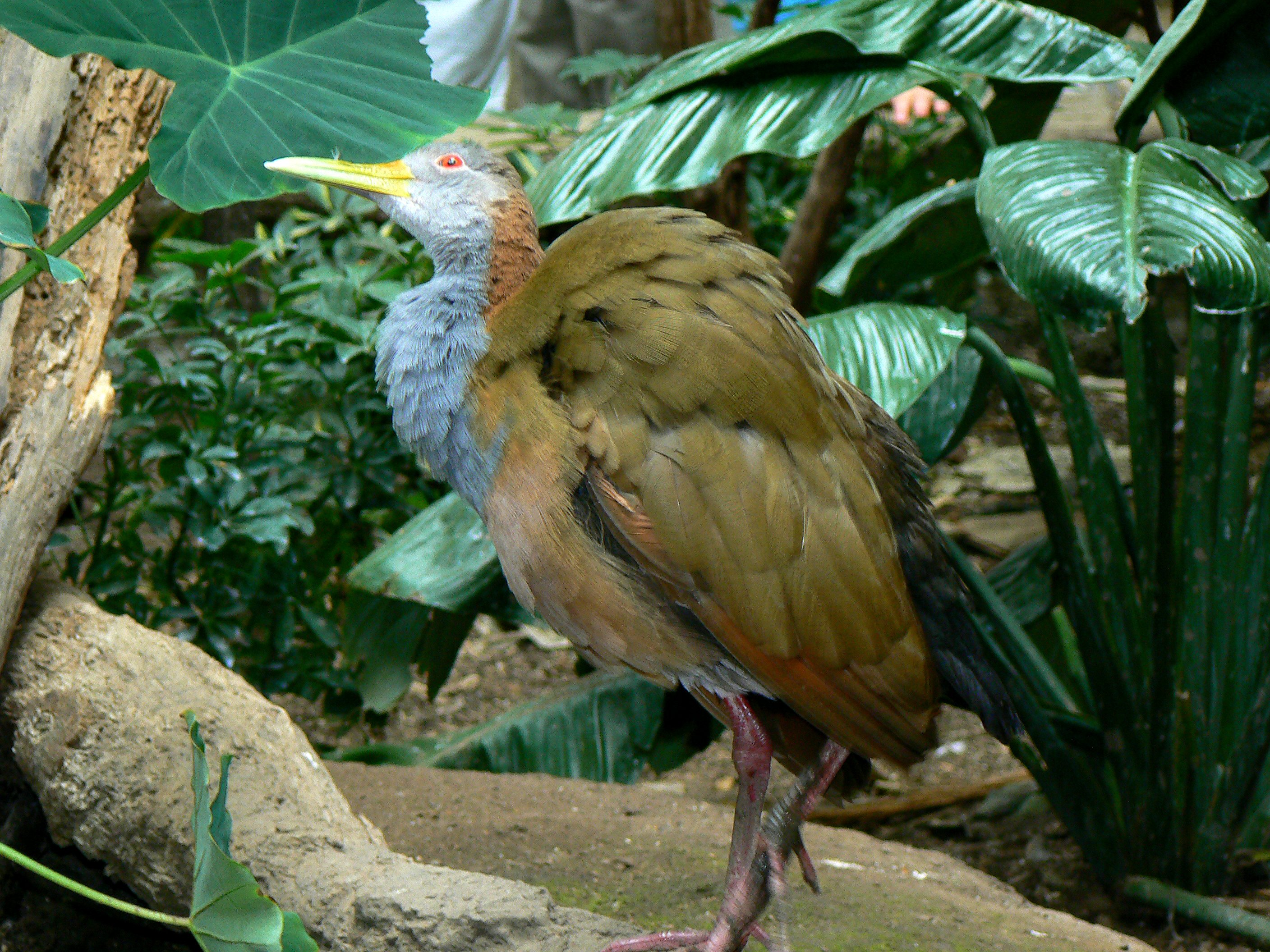
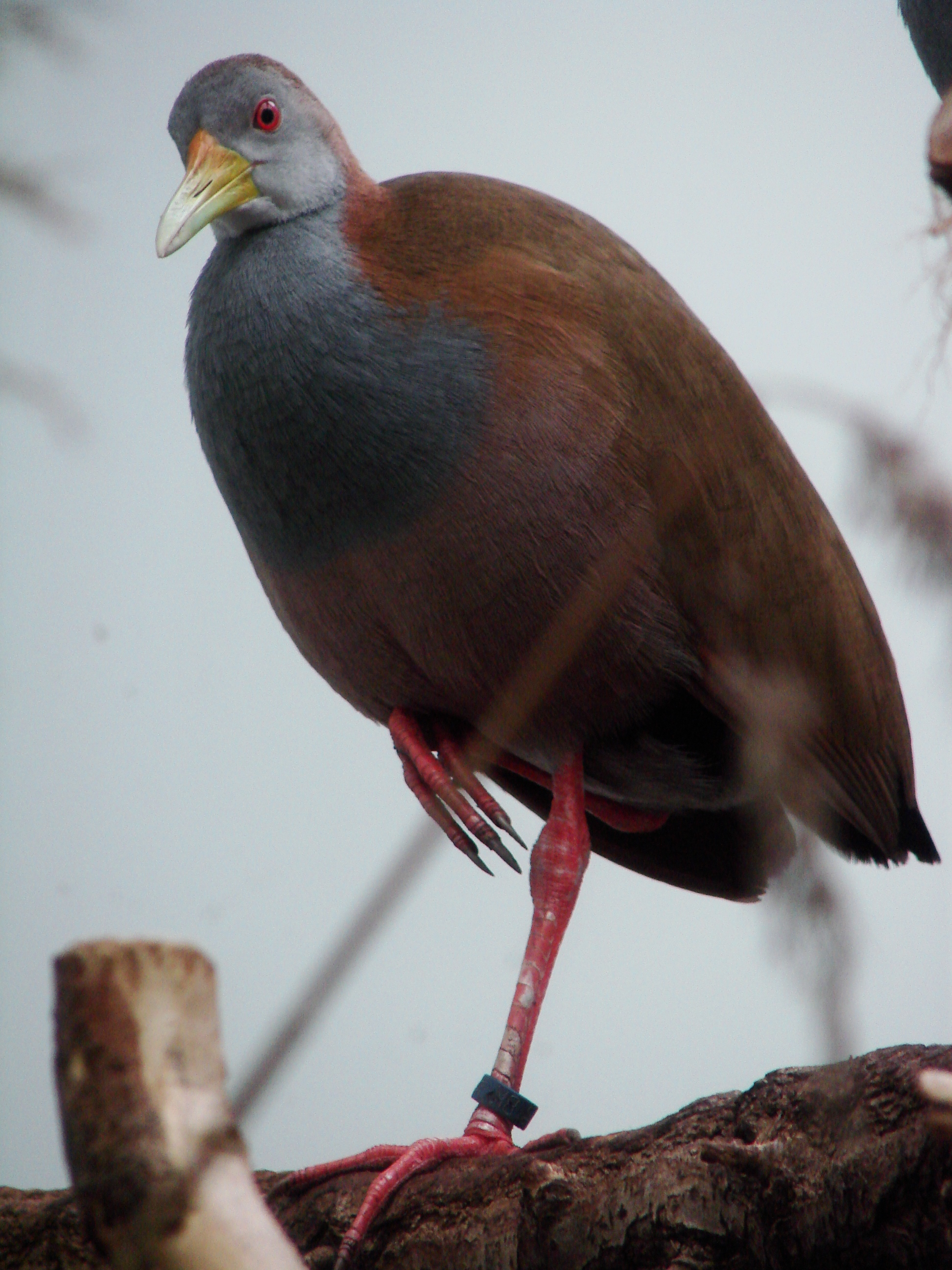
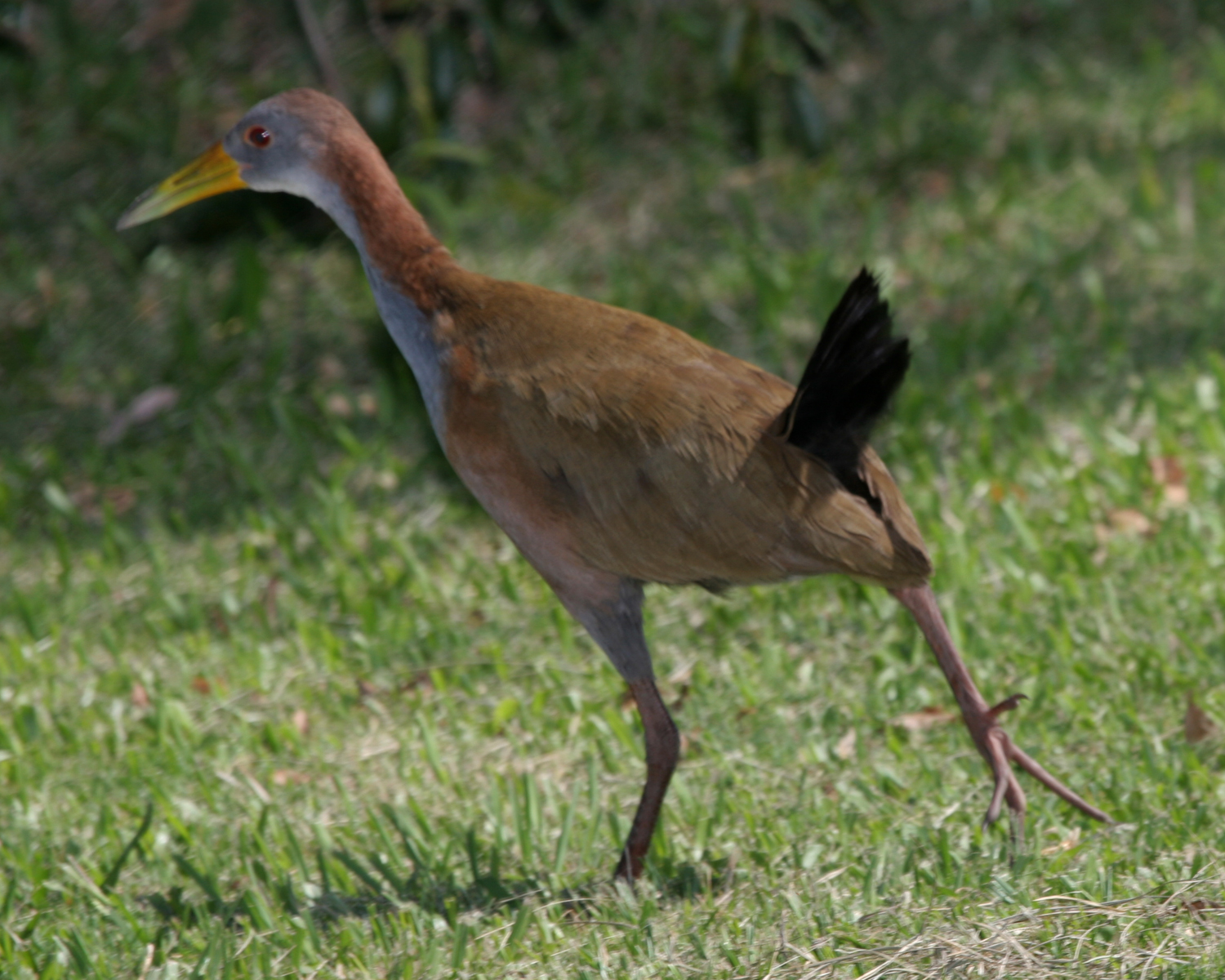
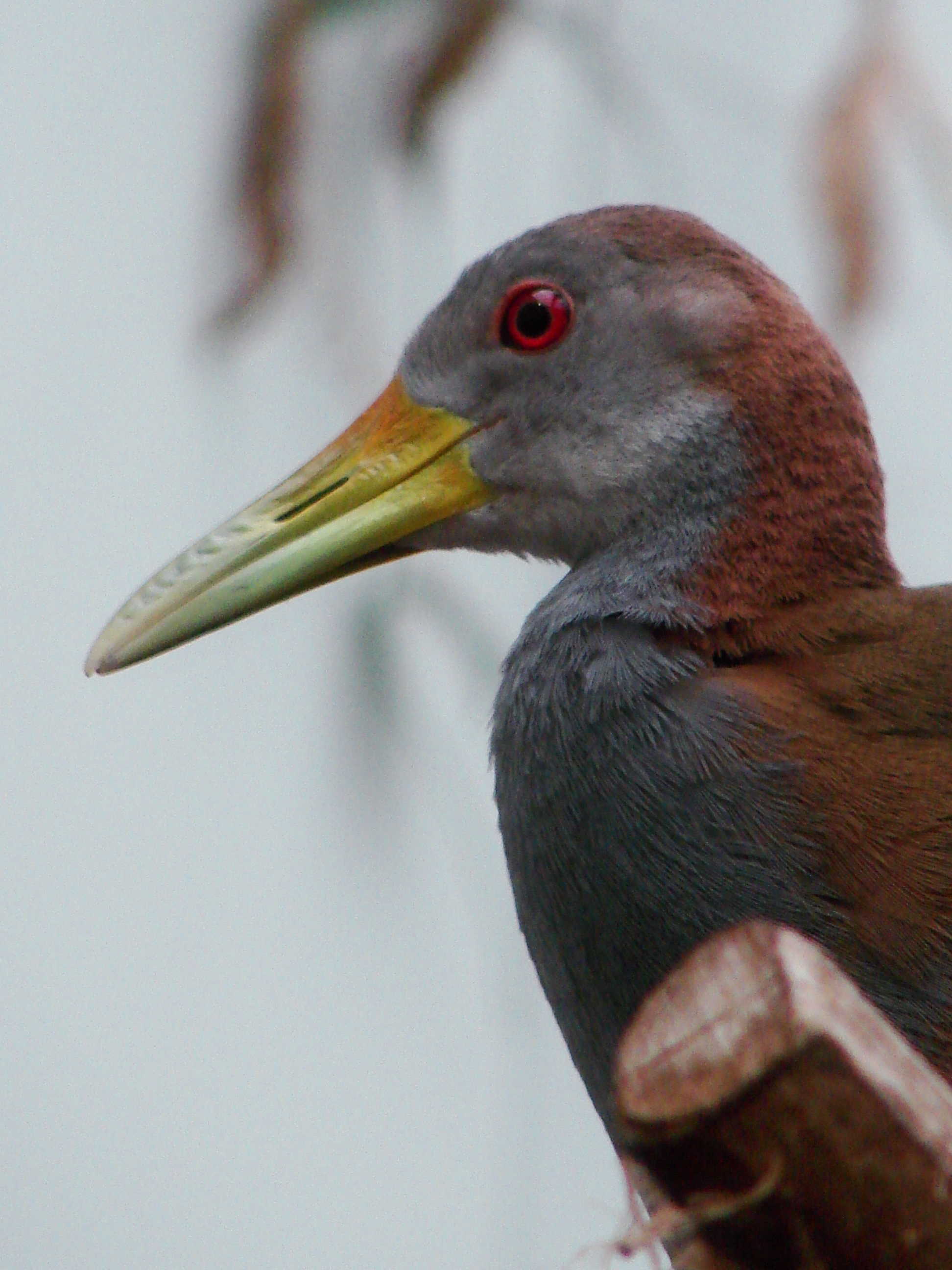